# Éforo de Cime
Éforo de Cime o de Cumas (en griego antiguo: Ἔφορος, Éforos) fue un historiador griego del siglo IV a. C.
Nació en Cime o Cumas en Eólida, en el año 400 a. C. y murió en el 330 a. C.

## Vida
La información sobre su biografía es limitada. Fue el padre del historiador Demófilo, quien siguió sus pasos como historiador. Según Plutarco, declinó la oferta de Alejandro Magno de acompañarle en su campaña persa como historiador oficial. Junto con el historiador Teopompo, fue discípulo de Isócrates.

## Obras
Su principal obra es una Historia universal en 29 libros, que fue editada por su hijo Demófilo, quien añadió un tomo más. Contiene una descripción de las guerras sagradas, con otras narraciones del tiempo de los heráclidas, hasta la toma de Perinto por Filipo II de Macedonia, cubriendo un período de más de setecientos años. Según Polibio, Éforo fue el primer autor de una historia universal. Para cada uno de los 29 libros, Éforo escribió un prooimion (prefacio). El trabajo seguía una temática más que un estricto orden cronológico.
Sus fuentes fueron textos de Heródoto, Tucídides, Ctesias y Calístenes de Olinto. Su actitud moralista y el racionalismo con que afronta los mitos son dos constantes de su estilo literario.
Diodoro Sículo fue el principal responsable de la preservación de esta obra para la posteridad, al utilizarlo como fuente para varios de sus libros, que constituyen la única narración continuada de la historia de Grecia entre 480 y 340 a. C.